# Diga di Rhodannenberg
La diga di Rhodannenberg o diga della Klöntal è una diga di terra situata in Svizzera, nel Canton Glarona, nel comune di Glarona.

## Descrizione
Ha un'altezza di 30 metri e il coronamento è lungo 217 metri. Il volume della diga è di 110.000 metri cubi.
Il lago al di la` dello sbarramento, il Klöntalersee, esistente con superficie minore anche prima della costruzione della diga, ha un volume massimo di 56,4 milioni di metri cubi, una lunghezza di 5 km e un'altitudine massima di 847 m s.l.m. Lo sfioratore ha una capacità di 200 metri cubi al secondo.
Le acque del lago vengono sfruttate dall'azienda Nordostschweiz Kraftwerke AG.

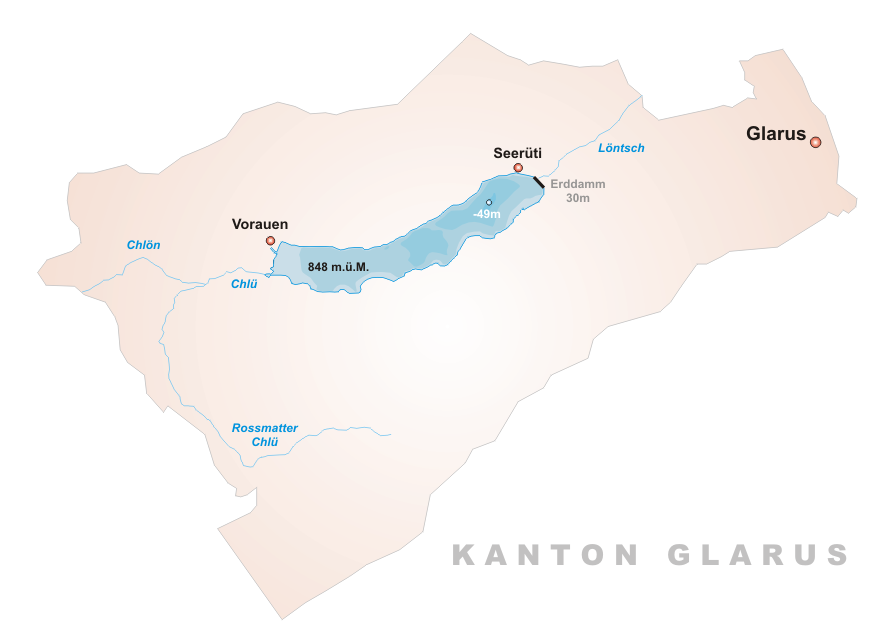
Mappa del lago